# Legătură covalentă

Legătură covalentă formată între atomii de hidrogen

Legătura covalentă este legătura chimică ce presupune punerea în comun a unor perechi de electroni între atomi. Balansul stabil dintre forțele de atracție și de dispersie dintre atomi în timpul schimbului de electroni este cunoscut ca legare covalentă. Pentru multe molecule, punerea în comun de electroni permite fiecărui atom să-și formeze configurație stabilă pe fiecare strat electronic, spre o configurație electronică mai stabilă. Mai stabilă și mai puternică.

## Formarea moleculelor
Pentru formarea moleculelor, atomii pun în comun electroni din stratul de valență. Se formează adevăratele legături între atomi, numite legături covalente, care sunt rigide și orientate în spațiu. 